# Álvaro Pereira
Álvaro Pereira, teljes nevén Álvaro Daniel Pereira Barragán (Montevideo, 1985. november 28. –) uruguayi labdarúgó, jelenleg az FC Internazionale Milano játékosa.

## Karrierje

### Klub
Pályafutását a Miramar Misiones csapatában kezdte. Egy szezon után rögtön légiósnak állt, két argentin csapatban, a Quilmesben és az Argentinos Juniorsban töltött összesen három évet.
2008-ban szerződött Európába, a román CFR Cluj igazolta le. Mivel itt jól teljesített, a portugál bajnokságba igazolt, a nagynevű FC Porto együtteséhez.
2012 augusztusában klubtársával, Fredy Guarín-nal együtt az FC Internazionale Milano csapata vásárolta meg, 10 millió euróért.

### Válogatott
A válogatottban 2008-ban mutatkozott be Franciaország ellen, barátságos mérkőzésén. Első gólját rögtön a következő mérkőzésen, Líbia ellen meg is szerezte.
Bekerült a 2010-es vb-re utazó keretbe is, ahol a második csoportmérkőzésen, a házigazdák ellen gólt is szerzett.

## Válogatott góljai
| #  | Időpont           | Helyszín                                                   | Ellenfél                | Állás | Végeredmény | Kiírás         |
| -- | ----------------- | ---------------------------------------------------------- | ----------------------- | ----- | ----------- | -------------- |
| 1. | 2009. február 11. | June 11 Stadium, Tripoli, Líbia                            | Líbia                   | 3 – 2 | 3–2         | Barátságos     |
| 2. | 2010. május 27.   | Estadio Centenario, Montevideo, Uruguay                    | Izrael                  | 2 – 1 | 4–1         | Barátságos     |
| 3. | 2010. június 16.  | Loftus Versfeld Stadion, Pretoria, Dél-afrikai Köztársaság | Dél-afrikai Köztársaság | 3 – 0 | 3–0         | Világbajnokság |

## Sikerei, díjai
- CFR Cluj:
  - Kupagyőztes: 2008-09[1]
- FC Porto:
  - Szuperkupa-győztes: 2009
  - Kupagyőztes: 2009-10

## Külső hivatkozások
- Profil - BDFA Archiválva 2011. május 31-i dátummal a Wayback Machine-ben (spanyolul)
- Argentin bajnoki statisztikái (spanyolul)
- profil - Zerozero[halott link]
- Válogatott statisztikái[halott link] (spanyolul)
- Álvaro Pereira statisztikái (angolul)